# Luigi Lanzi
Luigi Lanzi (Montecchio -hoy llamado Treia- 4 de junio de 1732 - Florencia, 30 de marzo de 1810) fue un historiador del arte y un arqueólogo italiano. Es considerado como el iniciador de la historiografía artística moderna en Italia.
Lanzi fue un gran estudioso de la pintura italiana y de la cultura etrusca. De sus estudios sobre arte, destaca su Storia Pittorica dell'Italia, cuya primera parte (1792) trata sobre los pintores florentinos, sieneses, romanos y napolitanos. El resto de la obra apareció en 1796.
Sobre arqueología e historia antigua, sus obras más importantes fueron Saggio di lingua Etrusca (1789), Saggio delle lingue d'Italia (1806) y Dei vasi antichi dipinti volgarmente chiamati Etruschi (1806). Lanzi defendía el origen griego de las formas artísticas etruscas.

## Vida
Su familia procedía de Montolmo (hoy Corridonia). Estudió en el seminario e ingresó en la Orden de los Jesuitas. Después del noviciado, estudió retórica (1751-1752), y enseñó humanidades en Sora (1752-1754), Ascoli Piceno (1754-1756) y Viterbo (1756-1757), y retórica en Siena (1757-1759). Cursada la teología en Roma (1759-1763), enseñó humanidades en Fabriano (1763-1764), hizo la tercera probación, y enseñó retórica a los escolares jesuitas de San Andrés del Quirinal de Roma (1765-1772).
Tras la supresión de la Compañía de Jesús (1773), Angelo Fabroni, prior de la Basílica de San Lorenzo de Florencia recomendó a Lanzi como valioso erudito al gran duque de Toscana Pedro Leopoldo I. Éste le nombró (1775) vicedirector y anticuario de la Galería degli Uffizi, con sueldo y alojamiento. Establecido en Florencia, se dedicó a investigar y publicar estudios sobre las antigüedades de la Galería y de otras muchas. Se interesó en especial por la lengua etrusca y publicó su Saggio di lingua etrusca, que sigue siendo una de las mejores obras en la materia. En ella, sostiene el parentesco de la lengua etrusca con la forma más antigua del griego. Lanzi también publicó una traducción propia, rimada y anotada, de Trabajos y días de Hesíodo. 
Su interés por la pintura lo llevó a viajar por Italia, recogiendo material para su Storia pittorica dell'Italia. El estudio empieza con el Renacimiento, y es uno de los primeros en dividir la pintura italiana según sus diversas escuelas, examinando en cada una su origen, esplendor y decadencia, el influjo de sus artistas principales en otros y el carácter propio de cada escuela y período. Sus juicios estéticos son equilibrados y agudos, y la obra se considera aún como referencia valiosa.
De 1796 a 1801, anduvo por varias ciudades venecianas, para evitar las vicisitudes de las guerras napoleónicas en Italia. En 1801 volvió a Florencia, donde fue recibido con honores. Cuando Toscana fue agregada (1807) al imperio francés, la Junta francesa hizo elegir a Lanzi presidente de la Accademia della Crusca, la cual, dada la mala salud de Lanzi, se reunía en la casa de éste. Restaurada la Compañía de Jesús en Nápoles (1804), quiso reintegrarse a ella, pero le disuadió el provincial José Pignatelli, por motivos de salud. Lanzi murió seis años después y fue sepultado en la Basílica de la Santa Croce de Florencia, junto a Miguel Ángel.

## Obras
- Guida della R. Galleria di Firenze (Florencia, 1782).
- Saggio di lingua etrusca e di altre antiche d'Italia 3 v. (Roma, 1789).
- Storia pittorica dell'Italia dal risorgimento delle belle arti, fin presso al fine del xvi secolo 3 v. (Bassano, 1795-1796; Florencia, 1968-1974).
- Della divozione al cuore di Gesù (Bassano, 1803).
- De' vasi antichi dipinti, chiamati etruschi (Florencia, 1806).
- Il divoto del SS. Sacramento (Florencia, 1806).
- Notizie preliminari circa la scoltura degli antichi e i varii suoi stili, ed. G. C. Sciolla y T. Marghetich (Bolonia, 1990).